# Frittata di luppolo selvatico
La frittata di luppolo selvatico (in piemontese frità ëd luvertin, in lombardo fartada cui luartìs e in piacentino fritä o fritäda cui vartiś) è una frittata a base di germogli di luppolo selvatico. È una ricetta diffusa in buona parte dell'Italia settentrionale.

## Preparazione

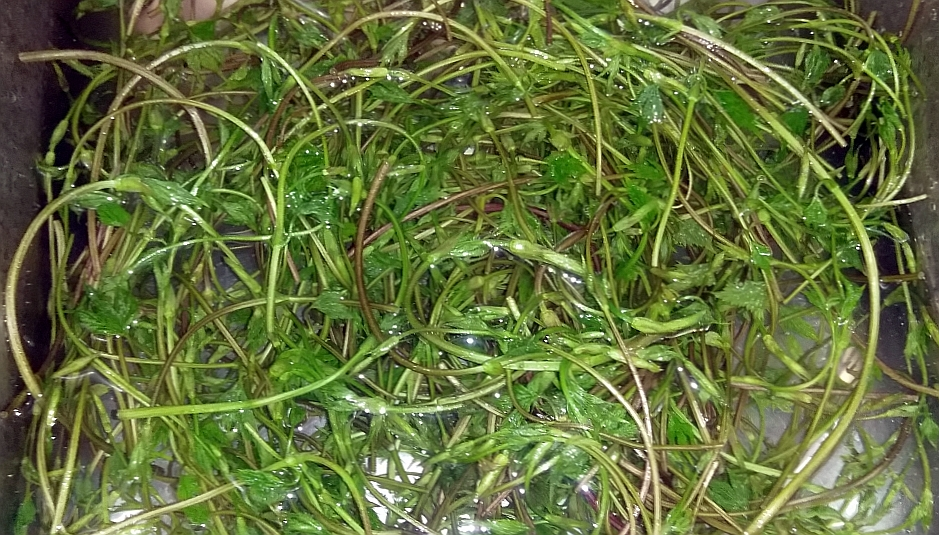
Lavaggio delle cime di luppolo

I germogli (o cime) di luppolo vengono in genere raccolti in primavera, spesso ai bordi delle strade di campagna dove la pianta, rampicante, si attorciglia attorno a rovi e cespugli. Dopo essere state lavate le cime del luppolo vengono sminuzzate e brevemente soffritte con olio e/o burro. Tolte dalla padella vengono quindi miscelate con le uova e il parmigiano grattugiato in una ciotola. Il composto così ottenuto viene poi rimesso in padella per la frittura finale, rivoltandolo un paio di volte per ottenere una cottura omogenea su entrambi i lati. I germogli invece che soffritti possono anche essere delicatamente sbollentati; un'altra variante è quella di cuocere la frittata in forno, ma in questo caso il tempo di cottura richiesto diventa più lungo. Il sapore della frittata se i germogli sono ancora molto teneri risulta delicato, mentre vira sull'amarognolo se questi vengono raccolti a una fase più avanzata del loro sviluppo.

## Utilizzo
Oltre che come secondo piatto la frittata di luppolo può essere utilizzata come antipasto. È una delle tipiche componenti della classica marenda sinòira piemontese, cioè il pasto del tardo pomeriggio che sostituisce la cena.